# Gold Mountain (Californie)
Gold Mountain est une census-designated place du comté de Plumas, dans l'État de Californie, aux États-Unis,. En 2020, elle compte une population de 73 habitants.